# Taholah
Taholah az Amerikai Egyesült Államok északnyugati részén, Washington állam Grays Harbor megyéjében elhelyezkedő statisztikai település. A 2010. évi népszámlálási adatok alapján 840 lakosa van.
Taholah postahivatala 1906 óta működik. A Taholah törzsfőnökről elnevezett település hatvanmillió dollárt kért ahhoz, hogy a lakókat a Csendes-óceántól távolabb költöztethessék a vízszint emelkedése miatt.

## Éghajlat
A település éghajlata mediterrán (a Köppen-skála szerint Csb).

## Népesség
A település népességének változása:
| Lakosok száma | 824  | 840  | 776  |
|               | 2000 | 2010 | 2020 |

## Fordítás
- Ez a szócikk részben vagy egészben  a   Taholah, Washington című angol Wikipédia-szócikk ezen változatának fordításán alapul.  Az eredeti cikk szerkesztőit annak laptörténete sorolja fel. Ez a jelzés csupán a megfogalmazás eredetét és a szerzői jogokat jelzi, nem szolgál a cikkben szereplő információk forrásmegjelöléseként.